# Rosenbergiodendron formosum
Rosenbergiodendron formosum är en måreväxtart som först beskrevs av Nikolaus Joseph von Jacquin, och fick sitt nu gällande namn av Folke Fagerlind. Rosenbergiodendron formosum ingår i släktet Rosenbergiodendron och familjen måreväxter.

## Underarter
Arten delas in i följande underarter:
- R. f. formosum
- R. f. nitidum